# Theatre of Tragedy
Theatre of Tragedy (в перекладі з англ. — «Театр трагедії») — норвезький рок-гурт зі Ставангера, заснований у 1993 році. Відомий своїми ранніми альбомами, які зробили великий вплив на формування готичного металу. У різні роки грав у жанрах від дум-, дет- і готик-металу до індастріалу і техно. Бенд серед перших почав використовувати поєднання контрастних вокалів: чоловічого (у ранніх альбомах гроулінгу) і жіночого сопрано. Тексти пісень перших альбомів написані ранньою сучасною англійською мовою. Після розриву стосунків з лейблом Massacre Records та чергової зміни складу, попри 10-ти річну напівстагнацію, 2010-го гурт фактично припинив існування, час від часу даючи концерти з найкращих своїх пісень минулих років. У 2013-му «MR» заявив про перевидання перших трьох альбомів «ToT» разом з бонусними, раніше не опубліковуваними композиціями гурту.

## Історія

### Заснування (1993)
«Theatre of Tragedy» був заснований 2 жовтня 1993 року вокалістом Реймондом Іштваном Рогоні та гітаристами Полом Б'єстадом і Томмі Ліндалом. Барабанщик Хайн Фроде Хансен нещодавно покинув свою колишню групу «Phobia» і почав шукати новий музичний проєкт для участі в ньому. Від свого друга Хайн дізнався, що гурт «Suffering Grief» шукає нового барабанщика, і, зв'язавшись із ними, він приєднався до колективу. На той час до складу «Suffering Grief» входили вокаліст Раймонд Іштван Рогоні та гітаристи Пол Б'єстад і Томмі Ліндал. До гурту ще не приєднався басист, але Ейрік Т. Салтрьо погодився грати з ними на живих концертах.
Знайшовши місце для репетицій, гурт вирішив попрацювати над кількома фортепіанними аранжуваннями, написаними Лоренцом Аспеном. Вокал на той час був майже повністю представлений гроулінгом.
Після написання своєї першої пісні «Lament of the Perishing Roses» гурт змінив назву на «La Reine Noir», а потім на «Theatre of Tragedy». Згодом вони запросили співачку Лів Крістін Еспенес — тодішню дівчину Рогоні — для виконання жіночого вокалу в одній пісні, але швидко запропонували їй приєднатися до гурту на постійній основі.

### Massacre Records: перші три альбоми
У 1994 році було записано їхнє перше студійне демо, касету з яким розіслала її різним лейблам. Німецький метал-лейбл «Massacre Records» підписав з гуртом контракт, і в 1995 році було випущено дебютний альбом «Theatre of Tragedy» під продюсуванням Дана Сване. Цей запис розглядається як важливий альбом у популяризації готичного металу. Крім того, його називають важливим релізом для поширення вокального поєднання гроулінгу та чистого жіночого співу. Використання цього прийому, що став характерним для готичного і симфонічного металу, можна простежити до «Celtic Frost» і «Paradise Lost», але вони лише аранжували таким вокалом окремі треки і не базували на цій ідеї всю концепцію гурту. До того ж, відповідні альбоми цих гуртів «Gothic» і «Into the Pandemonium», не мали такого успіху, як альбом «Theatre of Tragedy».
Відразу після туру на підтримку першого альбому, група приступила до роботи над другим, «Velvet Darkness They Fear», продюсером якого став Пітер Коулман. Пол Б'єстад залишив гурт, замість нього гітаристом став Гейр Фліккейд. Альбом був випущений у 1996 році і, незважаючи на неоднозначні рецензії, став найуспішнішим альбомом готик-металу свого часу. Незабаром після виходу альбому Томмі Ліндал переніс інсульт, і його замінив Матіас Редерер з групи «Atrocity» під час спільного туру. Також «Theatre of Tragedy» входив до гастрольного фестивалю «Out Of the Dark» разом з гуртами «Gorefest», «Samael» і «Moonspell».
В 1997 було випущено EP «A Rose for the Dead», що містив матеріал, який не увійшов до другого альбому, кавер на пісню гурту «Joy Division» (записаний для норвезького триб'ют-альбому) і два ремікси в аранжуванні Бруно Крамма з «Das Ich». В цей час гітарист Гейр Фліккейд за власним бажанням залишив гурт, про що було повідомлено у буклеті мініальбому.
Після того, як гурт втратив двох гітаристів, а Лів Крістен в 1998 році випустила свій сольний альбом «Deus Ex Machina», з'явилися чутки про можливий розпад «Theatre of Tragedy». Тим не менш, того ж року вийшов третій студійний альбом групи, «Aégis», записаний на студії «Woodhouse» з новими гітаристами Френком Классеном і Томмі Олссоном. Альбом був також спродюсований Пітером Коулманом. Стиль було змінено на готичний рок і зосереджено на використанні клавіатури та голосу Лів Крістен; також змінився стиль вокалу Рогоні, який більше не використовував гроулінг. Цей альбом отримав переважно позитивні відгуки.
У 2000 році «Massacre Records» випустив EP «Inperspective», що складався з записів, що не увійшли до альбому «Aégis», пісень, раніше випущених на збірках пісень, та кількох реміксів. Цей випуск не було обговорено з групою, і його масово критикували, звинувачуючи лейбл у спробі наживи. Наступного року той же лейбл випустив концертний альбом «Closure: live» з записом виступу на фестивалі «Metal Mania 2000» у Катовицях.

### East West Records: «Musique» і «Assembly»
Альбом «Musique», що вийшов у 2000 році на лейблі «East West Records», став значним відходом від готик-металевого звучання, яке «Theatre of Tragedy» розвивали протягом попередніх трьох альбомів. Гітарист Томмі Олссон і басист Ейрік Салтрьо покинули гурт перед записом через музичні розбіжності, і заміну їм наймати не стали. Новий стиль групи більше тяжів до синті-року і включав елементи альтернативного металу свого часу. Цю зміну різко розкритикували старі прихильники групи і критики. Втім, незважаючи на негативні відгуки, альбом досяг 39 позиції в німецьких чартах, і супровідний європейський тур був вдалим.
З альбомом 2002 року «Assembly» гурт продовжив рухатися тим же музичним шляхом, що і на попередньому альбомі. Це також був перший альбом, на якому їхній багаторічний сесійний гітарист, Вегард К. Торсен, став повноправним учасником гурту. Альбом ненадовго потрапив у чарти, але не зміг розвинути успіх своїх попередників і не виправдав очікувань.

### Відхід Лів Крістін і «Storm» (2003—2007)
У серпні 2003 року гурт оголосив в офіційній заяві на своєму веб-сайті, що Лів Крістін пішла зі складу через «музичні розбіжності, які неможливо подолати».
Наступного року вокалісткою «Theatre of Tragedy» стала Нелл Сігланд з «The Crest»). Взимку 2004/2005 гурт провів короткий концертний тур разом з гуртами «Pain», «Sirenia» і «Tiamat».
24 березня 2006 гурт випустив на лейблі «AFM Records» свій шостий студійний альбом «Storm», після чого провів європейський тур із гуртом «Gothminister» в ролі саппорту. Зберігаючи індастріал та електроніку останніх двох альбомів, альбом продемонстрував часткове повернення до звучання перших альбомів.

### Forever Is the World (2008—2009)
Сьомий альбом гурту «Forever Is the World» було випущено в Європі 21 вересня 2009 року, і у ньому гурт зробив крок до свого попереднього звучання часів «Aégis». 12 березня 2010 було випущено спеціальне видання «Forever Is the World», що місло бонусний компакт-диск, відомий як Addenda EP, з переробками пісень і неопублікованими треками.
У липні того ж року польський лейбл «Metal Mind Productions» опублікував пресреліз, у якому стверджував, що у співпраці з гуртом перевидасть альбоми «Musique» та «Assembly», що будуть ремастеризовані та супроводжені бонусними треками. Тираж кожного альбому обмежений 2000 пронумерованими примірниками.

### Розпад і наслідки (2010–дотепер)
1 березня 2010 року «Theatre of Tragedy» оприлюднив заяву, в якій поінформував шанувальників про своє рішення розпустити гурт 2 жовтня 2010 року. У заяві вказувалося на такі причини цього, як бажання учасників проводити більше часу з родинами та неможливість поєднувати повсякденний побут з «рок-н-рольним способом життя».
12 березня «Theatre of Tragedy» розпочав свій прощальний тур «Forever is the World Tour». В європейськів частині туру з ними виступала норвезька симфо-гот-метал група «Where Angels Fall».
У вересні шанувальники допомогли гурту отримати кошти, щоб закінчити їхній перший і останній DVD, оскільки лейбл вилучив більшу частину фінансування виробництва. В результаті було випущено концертний фільм «Last Curtain Call» з останнього концерту гурту 2 жовтня 2010 року в рідному місті Ставангер.
5 липня 2013 року перші три альбоми гурту були перевидані та ремастеризовані.
У грудні 2015 року Лів Крістін провела тур Німеччиною, Бельгією, Росією, Польщею, Нідерландами та Великою Британією з власним сольним проектом. Як завжди на сольних концертах, вона виконувала також пісні з «Theatre of Tragedy», і в цьому турі до неї приєднався Раймонд Іштван Рогоні. Також вони разом висупили на фестивалі Metal Female Voices Fest XIII 23 жовтня 2016 року. Однак учасники гурту заявили, що не планують возз'єднання «Theatre of Tragedy».

## Учасники

### Останній склад
- Raymond István Rohonyi — вокал, програмування (1993—2010)
- Nell Sigland — вокал (2004—2010)
- Frank Claussen — гітара (1997—2010)
- Vegard K. Thorsen — гітара (1999—2010)
- Lorentz Aspen — клавішні (1993—2010)
- Hein Frode Hansen — ударні (1993—2010)

### Колишні учасники
- Liv Kristine — вокал (1993—2003)
- Tommy Lindal — гітара (1993—1997)
- Tommy Olsson — гітара (1997—1999)
- Geir Flikkeid — гітара (1995—1997)
- Pål Bjåstad — гітара (1993—1995)
- Eirik T. Saltrø — бас (1993—2000)

## Дискографія

### Студійні альбоми
- Theatre of Tragedy (1995)
- Velvet Darkness They Fear (1996)
- Aégis (1998)
- Musique (2000)
- Assembly (2002)
- Storm (2006)
- Forever Is the World (2009)

### Живі альбоми
- Closure: Live (2001)
- Last Curtian Call (Live-DVD) (2011)

#### EP
- Theatre of Tragedy (demo, 1994)
- A Rose for the Dead (1997)
- Virago (1999)
- Inperspective (2000)
- Addenda (2010)

#### Сингли
- Der Tanz der Schatten (1996)
- Cassandra (1998)
- Image (2000)
- Machine (2001)
- Envision (2002)
- Let You Down (2002)
- Storm (2006)
- Deadland (2009)